# Essig
Essig est un village allemand, situé entre Bonn et Aix-la-Chapelle dans la Rhénanie-du-Nord-Westphalie. Le village compte 437 habitants (2007) et fait partie de la commune de Swisttal.
La mairie de la commune de Swisttal est située entre Essig et le village voisin, Ludendorf.